# Station Blankenberg (Meckl)
Station Blankenberg (Meckl) is een spoorwegstation in de Duitse plaats Blankenberg (Mecklenburg).  Het station werd in 1850 geopend. 